# Alfredas Širmulis
Alfredas Širmulis (* 22. Februar 1938 in Žilvičiai, Rajongemeinde Kėdainiai; † 3. Dezember 2013 in Vilnius) war ein litauischer  Kunsthistoriker und Professor an der Kunstakademie Vilnius.

## Leben
1974 absolvierte Alfredas Širmulis das Studium der Kunstwissenschaft am Valstybinis dailės institutas (VDI).  Am 1. November 1984 promovierte er in Moskau am Institut für Kunstwissenschaft über Steindenkmäler des litauischen Volks zum Thema „Lietuvių liaudies akmeniniai memorialiniai paminklai“. Von 1977 bis 2009 lehrte er am VDI Kunstgeschichte und Geschichte der litauischen Volkskunst. Er leitete den Studentenkunstverein des VDA. Er war Fakultätsdekan der Akademie.
Alfredas Širmulis publizierte über 20 wissenschaftliche Artikel. 
Er war Mitglied von Lietuvos dailininkų sąjunga.

## Bibliografie
- Monografie „Lietuvos kūrybos tradicijų keliu: lietuvių liaudies XIX a. akmeniniai memorialiniai paminklai“, 1981
- Lehrbuch „Lietuvių liaudies memorialiniai paminklai“